# Signs of a Struggle
Signs of a Struggle è l'album di debutto del gruppo musicale britannico Mattafix pubblicato il 31 ottobre 2005 in tutta Europa. Il duo ha dichiarato che l'album riflette l'esperienza e il percorso che avevano fatto fino a quel momento.

## Tracce
1. Gangster Blues – 4:19 (Roudette)
2. Big City Life – 4:00 (Roudette/Hirji)
3. Passer By – 3:33 (Roudette/Godfrey/Harrison)
4. To & Fro – 4:04 (Roudette/Hirji)
5. Everyone Around You – 4:58 (Roudette/Hirji)
6. Clear and Present Danger – 4:20 (Roudette/Hirji)
7. Older – 2:49 (Roudette)
8. I to You – 4:21 (Roudette/Thornally)
9. Impartial – 3:55 (Roudette/Hirji)
10. The Means – 4:09 (Roudette/Hirji)
11. 11.30 (Dirtiest Trick in Town) – 3:28 (Roudette/Levy/Pearson)
12. The Forgotten – 3:52 (Roudette/Godfrey/Harrison)
13. 555 – 6:33 (Roudette/Hirji)
14. Cool Down the Pace – 7:02 (Isaacs/Weise)

## Classifiche
| Classifica (2005)                | Massima posizione |
| -------------------------------- | ----------------- |
| Austrian Albums Chart            | 10                |
| Belgian Alternative Albums Chart | 32                |
| European Albums Chart            | 62                |
| French Albums Chart              | 75                |
| German Albums Chart              | 35                |
| Italian Albums Chart             | 12                |
| Polish Albums Chart              | 64                |
| Swiss Albums Chart               | 15                |
| UK Albums Chart                  | 159               |